# Surinaams Philharmonisch Orkest
Het Surinaams Philharmonisch Orkest was van 1948 tot 1970 een symfonieorkest in Paramaribo in Suriname.
Het was een amateurorkest dat werd gevormd door rond de zestig muziekliefhebbers en werd in 1948 gesticht door sergeant E.R. (Eddie) Wessels. Het orkest maakte meerdere tournees naar de Nederlandse Antillen en Trinidad. De leiding lag vier jaar lang in handen van Arnold Juda en vervolgens van Harman Haakman. 
Op het repertoire stond (semi-)klassieke muziek met werken als de Londense symfonieën van Joseph Haydn en Geschichten aus dem Wienerwald van Johann Strauss. Daarnaast gaf het ook speciale kinderconcerten.
Het orkest trad in november 1955 op tijdens het bezoek van koningin Juliana. Wessels liet zich toen vervangen door Haakman, vanwege een gebroken elleboog die hij kort ervoor had opgelopen.
Wessels werd in 1961 onderscheiden met een Zilveren Anjer en dirigeerde het orkest tot ten minste 1962. Na zijn vertrek uit Suriname kende het orkest een wisselvallig bestaan. De samenstelling van de directie wisselde sindsdien en er vertrokken leden die niet konden worden vervangen. Uiteindelijk werd het orkest in 1970 opgeheven. Een groep van rond de vijftien strijkers verenigde zich daarna in het Surinaams Kamerorkest dat werd geleid door Haakon Nicassie.